# Санрайз (Флорида)
Санрайз (англ. Sunrise) — город в штате Флорида, США. По данным переписи 2010 года, население Санрайза составляет 84 439 человек.
В городе располагается торговый центр The Sawgrass Mills Mall, который в настоящее время является четвёртым по величине в Соединённых Штатах. Хоккейный клуб «Флорида Пантерз» из Национальной хоккейной лиги играет в Санрайзе в BB&T-Центре.

## История
В 1960 году девелопер из штата Айова Норман Джонсон заплатил $9 млн за 2650 акров земли на юго-западе округа Брауард. К 1961 году в этой общине площадью 1,75 квадратных миль, названной Джонсоном Санрайз-Голф-Виллидж (Sunrise Golf Village), проживало менее 350 человек.
Планировалось назвать общину Сансет-Виллидж (Sunset Village), но из-за возражений жителей этого не произошло.
Джонсон и Ф. Э. Дикстра разработали и построили «дом вверх дном», чтобы заманить потенциальных покупателей недвижимости. Дом был полностью меблирован, а также сопровождался навесом с перевёрнутым автомобилем. Общественный интерес был вызван благодаря многочисленным новостям, включая статьи в журнале Life. Дом стал национальной достопримечательностью, которая привела в Санрайз-Голф-Виллидж тысячи людей желающих походить на потолке, и многие оставались, чтобы купить здесь жильё.
В 1961 году Норман Джонсон был назначен первым мэром Санрайз-Голф-Виллидж.
Согласно буклету «Город Санрайз-Голф-Виллидж», напечатанному в городе в 1969 году: «10 января 1967 года, Санрайз-Голф-Виллидж перешёл из-под управления девелоперов в свободный город под полным контролем его жителей. Кроме того, в этот знаменательный день, город избрал мэра и семь советников, имеющих четырёхлетний срок полномочий. Город Санрайз-Голф-Виллидж, который занял 3.5 кв. миль, не имеет загрязнения воздуха или дренажных проблем, все улицы мощеные, и по всему городу установлено уличное освещение.»
Первым избираемым мэром города был Джон Ломело, младший — бывший владелец ночного клуба в Майами, который был привлечён в Санрайз-Голф-Виллидж «домом вверх дном».
В 1971 году путём референдума название города было изменено на Санрайз. В результате расширения город в конечном итоге увеличился до его нынешних границ, охватив более 18 кв. миль. Город расположен примерно в шести милях к западу от Форт-Лодердейла и примыкает к общинам Уэстон, Дейви, Тамарак, Лодерхилл и Плантейшен.
К октябрю 1984 года население города возросло до 50 000 человек. В середине 1980-х годов рост населения стал проблематичным, так как город столкнулся с финансовыми трудностями, ограничениями экономических возможностей и отсутствием соответствующей гражданской инфраструктуры. В начале 1990-х годов Санрайз работал над восстановлением порядка в финансовых делах, своей инфраструктуры и утверждением в качестве центра для бизнес-штаба.
В 1990 году в Санрайзе был открыт торгово-развлекательный центр Sawgrass Mills, который вырос почти до 214 тысяч квадратных метров из-за его популярности.
В 1998 году открылся BB&T-Center —  домашняя арена клуба «Флорида Пантерз» из Национальной хоккейной лиги, на которой проходят различные спортивные и музыкальные мероприятия.
В значительной степени именно благодаря торговым и развлекательным направлениям, Санрайз стал одним из самых привлекательных городов Флориды для туристов.

## Демография
По состоянию на 2010 год в городе было 37 609 домашних хозяйств. В 2000 году 33,4 % населения составляли дети в возрасте до 18 лет, 48,6 % — супружеские пары, 13,8 % — женщины, проживающие без мужей, а 33,2 % не имели семьи. 27,2 % всех домашних хозяйств составляли отдельные лица и 14,4 % одинокие люди в возрасте 65 лет и старше.
Возрастной состав населения: 24,9 % лица в возрасте до 18 лет, 7,3 % от 18 до 24 лет, 31,7 % от 25 до 44 лет, 18,4 % от 45 до 65 лет и 17,7 % в возрасте 65 лет и старше. Средний возраст составил 37 лет.
Средний доход на домашнее хозяйство в городе составил $40,998, а средний доход на семью $47,908. Мужчины имеют средний доход $35,706, а женщины $28,147. Доход на душу населения в городе $18,713. Около 7,3 % семей и 9,7 % населения были ниже черты бедности, из них 12,3 % моложе 18 лет и 12,5 % в возрасте 65 лет и старше.
По состоянию на 2000 год английский язык являлся родным для 71,92 %, в то время как испанский для 16,75 %, гаитянский креольский для 2,53 %, идиш для 1,14 %, португальский для 1,01 %, итальянский для 0,84 %, французский для 0,83 %, иврит для 0,61 % и китайский для 0,59 % населения.

## Экономика
Экономика Санрайза основана на коммерческих предприятиях вроде Sawgrass Mills, Sawgrass International Corporate Park, IKEA. Также в Санрайзе в Sawgrass Technology Park располагается американский центр телефонного бронирования авиакомпании Air France.

## Образование
В городе 11 государственных школ — 8 начальных школ, 2 средние школы и одна высшая школа, управляемая Broward County Public Schools. Высшее образование предоставляется близлежащими государственными и частными учреждениями, включая Broward College, Barry University и Nova Southeastern University.